# 1083年
| 千纪： | 2千纪 |
| 世纪： | 10世纪 \| 11世纪 \| 12世纪                                                                                 |
| 年代： | 1050年代 \| 1060年代 \| 1070年代 \| 1080年代 \| 1090年代 \| 1100年代 \| 1110年代                           |
| 年份： | 1078年 \| 1079年 \| 1080年 \| 1081年 \| 1082年 \| 1083年 \| 1084年 \| 1085年 \| 1086年 \| 1087年 \| 1088年 |
| 纪年： | 癸亥年（猪年）；辽大康九年；北宋元丰六年；西夏大安十年；大理建安元年；越南英武昭勝八年；日本永保三年       |

## 大事记
- 蘇軾寫了《記承天寺夜遊》(記承天夜遊）。
- 日本後三年之役開始。
- 董氈養子阿里骨繼位為青唐唃廝囉國第三任君主。
- 高麗文宗與高麗順宗在同一年內先後逝世，高麗文宗次子王運即位，是為高麗宣宗。
- 泰盧固人在當今印度安得拉邦建立卡卡提亞王朝。

## 出生
- 万俟卨出生于河南开封，官至宰相。
- 李綱，和趙鼎、李光、胡銓合稱「南宋四名臣」。
- 段和誉，大理国君主。

## 逝世
- 耶律乙辛，遼國權臣，後被遼道宗下詔縊死。
- 董氈，青唐唃廝囉國第二任君主。
- 曾鞏，唐宋古文八大家之一，亡於江寧府。
- 种諤，北宋名將种世衡第五子，死於延州。
- 王徽，高麗文宗。
- 王勳，高麗順宗。
- 富弼，中国宋朝政治家（1004年出生，79岁）。